# Universitat Ramon Llull
La Universitat Ramon Llull és una universitat privada amb seu a Barcelona. Fundada l'1 de març de 1990 i aprovada pel Parlament de Catalunya el 10 de maig de 1991, es tracta d'una federació d'entitats de llarga història sota el paraigua de la Universitat Ramon Llull Fundació Privada. Universitat privada d'inspiració cristiana sense ànim de lucre, va ser la primera universitat privada reconeguda a l'Estat espanyol. Un dels seus principals impulsors fou Enric Corominas i Vila.
Està integrada per vuit institucions d'ensenyament superior i recerca (IQS, Blanquerna, La Salle, ESADE, Facultat d'Educació Social i Treball Social Pere Tarrés, Observatori de l'Ebre, Institut Borja de Bioètica i Institut de Salut Mental Vidal i Barraquer) i un centre adscrit, l'Escola Superior de Disseny ESDi.

## Facultats i escoles
- IQS School of Engineering
- IQS School of Management
- Facultat de Psicologia, Ciències de l'Educació i de l'Esport Blanquerna
- Facultat de Ciències de la Salut Blanquerna
- Facultat de Comunicació i Relacions Internacionals Blanquerna
- Escola Tècnica Superior d’Enginyeria La Salle
- Facultat Internacional de Comerç i Economia Digital La Salle
- Escola Tècnica Superior d'Arquitectura La Salle
- Facultat de Filosofia La Salle
- Escola Superior d'Administració i Direcció d'Empreses ESADE
- Facultat de Dret Esade
- Facultat d'Educació Social i Treball Social Pere Tarrés[2]
- Escola Superior de Disseny ESDi (centre adscrit)

## Instituts universitaris
- Institut Universitari Observatori de l'Ebre
- Institut Universitari de Salut Mental Vidal i Barraquer
- Institut Borja de Bioètica